# 두베
두베 또는 큰곰자리 알파(Alpha UMa, α UMa)는 큰곰자리에서 두 번째로 밝은 항성이다. 바이어 명명법 명칭인 '알파'와 달리 별자리에서 가장 밝지는 않다.

## 설명

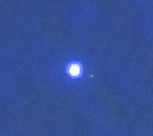
큰곰자리 알파 A와 희미한 짝별 B

두베는 북두칠성의 일원이며 북극성인 폴라리스를 향해 나란히 놓여 있는 두 별 중 하나이다. 지구로부터 약 123 광년 떨어져 있으며 중심핵에 있는 수소를 소진하여 주계열 단계를 떠나 거성으로 진화한 상태이다. 맨눈으로 볼 때는 하나의 별처럼 보이지만 사실 두베는 분광쌍성으로 짝별은 분광형 F0 V의 주계열성이다. 두 별은 평균적으로 약 23 천문단위 떨어져 있으며 질량 중심을 약 44.4년에 1회 공전하고 있다.
이외에 주인별로부터 8 분각 떨어진 곳에 F8 분광형, 7 등급 밝기의 분광쌍성이 또 있다. 이 분광쌍성은 '큰곰자리 알파 C'로 불리기도 하나, 두베와는 별도로 HD 95638 명칭이 부여되어 있다.
두베는 대략 1000분의 1 등급 진폭으로 밝기가 변화하는 것이 보고된 바 있다. 지금까지 10 가지의 방사진동 형태가 관측되었으며 그 주기는 6.4 시간부터 6.4 일 사이이다.
두베는 큰곰자리를 이루는 구성원이기는 하나 큰곰자리 운동성단(우주 공간에서 같은 움직임을 보여주는 별의 무리)에는 속해 있지 않다.

## 명명법
큰곰자리 알파는 바이어 명명법 방식으로 붙인 이름이다.
전통적으로 불려오던 이름에는 두베와 '아크'가 있다. 두베는 아랍어로 곰을 의미하는 단어 '두브'에서 왔다. 이 '두브'는 아랍어 구문 ظهر الدب الاكبر‏ ('자르 아드-두브 알-아크바르', 큰곰의 등)에서 유래한 단어이다. 잘 불리지 않는 이름 '아크'는 '눈'이라는 뜻이다. 2016년 국제천문연맹은 항성의 고유명칭을 목록화 및 표준화하는 취지하에 WGSN(항성명칭심의위원회)을 조직했다. 2016년 7월 위원회에서 최초로 발표한 항성명칭 고시문에 두베가 포함되어 정식명칭으로 등재되었다.
동아시아 별자리에서 두베는 자미원(紫微垣)의 북두(北斗, '북쪽의 국자')에 속해 있다. 북두는 두베, 큰곰자리 베타, 감마, 델타, 엡실론, 제타, 에타의 일곱 별로 구성되어 있다. 이 중 두베의 단독 명칭은 북두일(北斗一, '북두의 첫 번째 별) 또는 천추(天樞)이다.
힌두교인들은 이 별을 '일곱 리쉬' 중 한 명인 '크라투'로 부른다.

## 문화
- 두베는 유타주의 공식 주성(州星)이다.[17]
- 'USS 두베'는 과거 미국 해군 소속이었던 배의 이름이다.[18]

## 같이 보기
- 별자리에 따라 분류한 항성 목록